# Metropolia Chieti-Vasto
Metropolia Chieti-Vasto – jedna z 40 metropolii Kościoła Rzymskokatolickiego we Włoszech. Została erygowana 30 września 1986.

## Diecezje
- Archidiecezja Chieti-Vasto
  - Archidiecezja Lanciano-Ortona